# Agonie dans le judaïsme
Pour les articles homonymes, voir Agonie.
L’agonie est considérée dans le judaïsme comme la dernière phase de la maladie d'une personne décrite comme une « flamme vacillante prête à s'éteindre ». 
Cette personne doit être soulagée et rien ne doit être fait pour hâter sa mort ni préparer son enterrement. Cependant, il faut préparer l'agonisant à son trépas imminent et l'encourager au repentir.

## Définitions
D'après les rites juifs du deuil, le gossess (גוסס, agonisant) est défini comme une « flamme vacillante prête à s'éteindre », une personne dont la mort semble proche et inéluctable : sa respiration devient difficile, bruyante, entrecoupée de râles, son nez est pincé, son corps est couvert de sueurs froides, ses extrémités sont froides, et son regard « s'éloigne ». 
La Loi juive (Halakha) prescrit de ne pas l'abandonner à l'agonie et le soulager, ne fût-ce que par une présence, quand bien même il serait déjà inconscient. On peut tenter de lui rendre la situation plus confortable. Il ne faut cependant pas que ces mesures l'énervent, l'effraient ou le dérangent, et hâtent sa mort in fine. La halakha interdit aux Juifs de hâter la mort de quelque façon que ce soit (même d'une fraction de seconde), sauf, parfois par la prière, tout en leur prescrivant de le réconforter par tous les moyens possibles, et en tout cas, de ne pas prolonger son agonie. Le spectre de ce qui est permis ou non pour une personne sur son lit de mort est éminemment variable d'une personne à l'autre, et un rabbin dont la compétence est reconnue devrait être consulté avant toute entreprise.
On encourage les agonisants conscients à confesser leurs péchés (Viddouy) selon une formule consacrée. Leurs dernières volontés (orales) ont la même validité qu'un testament écrit, pour autant qu'elles n'enfreignent pas la Halakha (ex:se faire incinérer, ne pas conduire de deuil, etc.), selon le principe qu'"on ne peut décréter sur ce qui ne nous appartient pas". Un agonisant peut en revanche demander qu'un éloge funèbre ne soit pas prononcée, que tel livre revienne à ses enfants ou à la communauté contrairement à ce qui avait été dit préalablement, etc. L'agonie est également le moment des dernières recommandations à la famille (les "bénédictions" dans la Bible hébraïque).

## Bénédictions
Lorsqu'on sent l'instant de la mort approcher, on peut prononcer distinctement les Shemot:
- Trois fois
  - Adonaï melekh, Adonaï malakh, Adonaï yimlokh le'olam vaèd (Le Seigneur règne, Il a régné, Il régnera à jamais)
  - Baroukh shem kevod Malkhouto lèolam vaèd (Béni soit le nom de Son Règne glorieux, à jamais)
- Sept fois : Adonaï Hou HaElohim (C'est le Seigneur qui est le Dieu)
- Enfin, Shema Israël, Adonaï Elohenou, Adonaï E'had (Ecoute Israël, le Seigneur Est notre Dieu, le Seigneur Est Un)

Lors du constat de décès (établi par le médecin),
Baroukh Ata Adonaï, Elohenou, Melekh Ha'olam, Dayan HaEmet (Béni Es-Tu, Seigneur, notre Dieu, Roi de l'univers, Juge de vérité équitable)

## Après la mort
La mort est définie dans le Talmud comme l'arrêt de la respiration. Certaines autorités rabbiniques reconnaissent l'arrêt cardiaque et la mort cérébrale comme critères, mais pas tous : il vaut donc mieux s'y référer au cas par cas.
Lors d'un décès à domicile, on attend deux heures avant de déposer le corps sur le sol, recouvert d'un drap, les pieds dirigés vers la porte. Certains placent une bougie près du mort. 
Lorsque le décès a lieu à l'hôpital, il est recommandé de le transférer à domicile, chez l'un des enfants, ou à la morgue du cimetière juif où le mort sera enterré, afin de pouvoir veiller le mort. 
Il est interdit, par respect pour lui, de le laisser seul : on le veille en récitant des Tehillim. Ce service est généralement assuré par le membre d'une Hevra Kaddisha (qu'on doit prévenir sitôt le décès constaté) plutôt qu'un proche de la personne disparue.

## Sources
- Grand Rabbin Jacques Ouaknin, L'âme immortelle. Précis des lois et coutumes du deuil dans le judaïsme, éditions Bibliophane-Daniel Radford 2002, publié avec le concours du Consistoire de Paris  (ISBN 978-2-86970-059-8)
- Rav Alfred J. Kolatch, Le Livre Juif du Pourquoi ?, traduit par le Dr A. Kokos, Collection Savoir,
  - Tome I éditions MJR 1990  (ISBN 978-2-88321-002-8)
  - Tome II éditions MJR 1996  (ISBN 978-2-88321-018-9)
- les responsa de cheela.org sur le deuil
- le deuil sur vie juive.com